# Thyridia aedesia
Thyridia aedesia är en fjärilsart som beskrevs av Doubleday 1847. Thyridia aedesia ingår i släktet Thyridia och familjen praktfjärilar. Inga underarter finns listade i Catalogue of Life.